# ノエル・ブラック
ノエル・ブラック（Noel Black、1937年6月30日 - 2014年7月5日）は、アメリカ合衆国の映画監督。

## 作品
- マイケル・ビーン／デッドリー・インテンション（前・後）
- アメリカン・フィフティーズ
- 疑惑／しのびよる影
- クォーターバック・プリンセス
- プライベイトスクール
- 昼下がりの衝撃
- 男と恋と銀行泥棒
- ハーディ・ボーイズ＆ナンシー・ドルー
- 警部マクロード／ロンドンの泥棒貴族
- わが心の天使
- 濡れた欲望
- かわいい毒草